# アンドリュー・ブラウン
アンドリュー・マーシャル・ブラウン（Andrew Marshall Brown, 1984年9月10日 - ）は、アメリカ合衆国・テキサス州ダラス出身の元プロ野球選手（外野手）。右投右打。

## 経歴

### カージナルス時代
2007年、MLBドラフト18巡目（全体562位）でセントルイス・カージナルスから指名され、6月12日に契約を結びプロ入りを果たした。
同年は、A-級バタヴィア・マックドッグスで66試合に出場し、7本塁打40打点1盗塁、打率.238だった。
2008年はA級クァッドシティズ・リバーバンディッツで34試合に出場し、5本塁打23打点、打率.274だった。5月にA+級パームビーチ・カージナルスへ昇格。24試合に出場し、4本塁打15打点、打率.330だった。6月にAA級スプリングフィールド・カージナルスで68試合に出場し、12本塁打38打点1盗塁、打率.251だった。
2009年はルーキー級ガルフ・コーストリーグ・カージナルス、A+級パームビーチ、AA級スプリングフィールドでプレー。AA級では74試合に出場し、13本塁打42打点1盗塁、打率.285だった。
2010年はAA級スプリングフィールドで98試合に出場し、22本塁打63打点1盗塁、打率.291だった。
2011年はAAA級メンフィス・レッドバーズで開幕を迎え、6月12日にアレン・クレイグが故障者リスト入りしたため、カージナルスとメジャー契約を結んだ。同日のミルウォーキー・ブルワーズでメジャーデビュー。7回表に代打として出場したが三振に終わった。6月14日のワシントン・ナショナルズ戦では6番・右翼で先発起用され、5回表の第三打席目にユニエスキ・マヤからメジャー初安打初打点となる2点適時打を放った。6月26日にニック・プントとデビッド・フリースが故障者リストから復帰したため、AAA級メンフィスへ降格した。その後メジャーへ昇格することはなく、この年は11試合に出場し、3打点、打率.182だった。オフの10月9日にDFAとなった。

### ロッキーズ時代
2011年10月12日にウェーバーでコロラド・ロッキーズへ移籍。11月18日に40人枠を外れ、AAA級コロラドスプリングス・スカイソックスへ降格した。
2012年2月2日にロッキーズとマイナー契約で再契約した。AAA級コロラドスプリングスで開幕を迎え、86試合に出場。20本塁打84打点、打率.317と結果を残し、7月17日にロッキーズとメジャー契約を結んだ。昇格後は11試合に出場したが、打率は.208まで落ち込み、8月2日にAAA級へ降格。8月19日にマイケル・カダイアーが故障者リスト入りしたため、メジャーへ昇格した。8月25日のシカゴ・カブス戦では、6回表の第三打席目にマニー・コーパスからメジャー初本塁打を放った。この年は46試合に出場し、5本塁打11打点2盗塁、打率.232だった。オフの11月20日に40人枠を外れ、AAA級コロラドスプリングスへ降格。11月26日にFAとなった。

### メッツ時代
2013年1月2日にニューヨーク・メッツとマイナー契約を結んだ。
同年は、AAA級ラスベガス・フィフティワンズで開幕を迎え、25試合に出場。2本塁打27打点、打率.367と活躍し、5月3日にメッツとメジャー契約を結んだ。昇格後は6試合に出場したが、5月13日にAAA級へ降格。6月19日に再昇格した。この年は68試合に出場し、7本塁打24打点1盗塁、打率.227だった。
2014年3月3日にメッツと1年契約に合意し、開幕ロースター入りした。開幕後は10試合に出場したが、打率は.185と結果を残せず、4月22日にAAA級ラスベガスへ降格した。6月5日にメジャーへ再昇格。同日のカブス戦ではジャスティン・グリムから本塁打を放つ など、存在感を見せたが、6月16日にエリック・ヤング・ジュニアが故障者リストから復帰したため、AAA級へ降格した。

### SKワイバーンズ時代
2015年1月15日に、韓国プロ野球のSKワイバーンズと契約を結んだ。同年28本塁打を記録したが、打点の少なさがネックとなり1年限りで退団することになった。

### 現役引退
2016年2月2日、ロサンゼルス・エンゼルスとマイナー契約を結んだが、29日に現役引退を表明した。

## 詳細情報

### 年度別打撃成績
| 年 度    | 球 団    | 試 合 | 打 席 | 打 数 | 得 点 | 安 打 | 二 塁 打 | 三 塁 打 | 本 塁 打 | 塁 打 | 打 点 | 盗 塁 | 盗 塁 死 | 犠 打 | 犠 飛 | 四 球 | 敬 遠 | 死 球 | 三 振 | 併 殺 打 | 打 率 | 出 塁 率 | 長 打 率 | O P S |
| -------- | -------- | ----- | ----- | ----- | ----- | ----- | -------- | -------- | -------- | ----- | ----- | ----- | -------- | ----- | ----- | ----- | ----- | ----- | ----- | -------- | ----- | -------- | -------- | ----- |
| 2011     | STL      | 11    | 22    | 22    | 1     | 4     | 1        | 0        | 0        | 5     | 3     | 0     | 0        | 0     | 0     | 0     | 0     | 0     | 8     | 1        | .182  | .182     | .227     | .409  |
| 2012     | COL      | 46    | 126   | 112   | 14    | 26    | 7        | 0        | 5        | 48    | 11    | 2     | 2        | 0     | 2     | 12    | 0     | 0     | 34    | 3        | .232  | .302     | .429     | .730  |
| 2013     | NYM      | 68    | 165   | 150   | 16    | 34    | 5        | 0        | 7        | 60    | 24    | 1     | 0        | 2     | 0     | 13    | 0     | 0     | 44    | 3        | .227  | .288     | .400     | .688  |
| 2014     | NYM      | 19    | 49    | 44    | 6     | 8     | 1        | 0        | 2        | 15    | 7     | 0     | 0        | 0     | 1     | 3     | 0     | 1     | 15    | 2        | .182  | .245     | .341     | .586  |
| 2015     | SK       | 137   | 539   | 464   | 82    | 121   | 21       | 2        | 28       | 230   | 76    | 5     | 2        | 0     | 2     | 66    | 4     | 7     | 127   | 12       | .261  | .360     | .496     | .856  |
| MLB：4年 | MLB：4年 | 144   | 362   | 328   | 37    | 72    | 14       | 0        | 14       | 128   | 45    | 3     | 2        | 2     | 3     | 28    | 0     | 1     | 101   | 9        | .220  | .281     | .390     | .671  |
| KBO：1年 | KBO：1年 | 137   | 539   | 464   | 82    | 121   | 21       | 2        | 28       | 230   | 76    | 5     | 2        | 0     | 2     | 66    | 4     | 7     | 127   | 12       | .261  | .360     | .496     | .856  |

### 背番号
- 64 (2011年)
- 12 (2012年)
- 47 (2013年)
- 30 (2014年)
- 23 (2015年)